# Masaharu Anesaki
Masaharu Anesaki (姉崎 正治, Anesaki Masaharu, 1873-1949) est un universitaire, philosophe et écrivain japonais qui a consacré sa carrière à l'étude des religions, en particulier le bouddhisme au Japon et le christianisme au Japon (Kirishitan), ainsi qu'au comparatisme religieux. Ses enseignements et ses publications ont contribué à faire connaître le bouddhisme en Occident.

## Biographie
Anesaki est né à Tokyo. Il est le fils d'un samurai qui travailla au service du Prince Katsura.
Il étudie la philosophie à l'Université impériale de Tokyo (aujourd’hui Université de Tokyo), dont il est diplômé en 1896, avec un travail en allemand intitulé Die Freiheitslehre Schellings (« La doctrine de la liberté chez Schelling ». Après quoi il se spécialise en science des religions et obtient son doctorat en 1898. En 1900, il est nommé professeur à l'Université impériale de Tokyo.
Il collabore à une revue de littérature et à une autre de philosophie, et se rend ensuite, entre 1900 et 1903, en Angleterre, en Allemagne et en Inde pour y étudier.
En 1904, de retour au Japon, il est nommé à la chaire du département des sciences des religions, en tant que professeur de sciences religieuses. Ensuite, de 1913 à 1915, il a été professeur de littérature japonaise, à l'université Harvard. Il a aussi été conférencier au Collège de France à  la demande de Sylvain Lévi en 1919,, ainsi qu' aux États-Unis, traitant de la culture japonaise et du bouddhisme.
Il a été membre de l'Académie du Japon et de la Chambre des Pairs, l'une des deux chambres de la Diète impériale. Il était aussi membre de la Commission internationale de coopération intellectuelle, l'ancêtre de l'UNESCO, et à ce titre il fut très actif dans le rapprochement des cultures orientale et occidentale.

## Travaux et publications
On doit à Masaharu Anesaki d'importants travaux sur le bouddhisme et le christianisme. Avant lui, l'étude des textes bouddhiques était essentiellement apologétique. Il fut ainsi un des premiers à mettre en œuvre la méthode historique moderne dans l'étude du bouddhisme. Anesaki est persuadé que le véritable esprit du bouddhisme doit être cherché à ses origines, et il s'attelle à la critique textuelle du canon pali et du canon chinois. Le résultat de cette recherche sera publié sous le titre Kompon Bukkyō, « Le bouddhisme original ». Son étude sur Nichiren est une des premières études académiques sur la vie du fondateur du bouddhisme Nichiren et sur son œuvre.
En outre, plusieurs de ses conférences aux États-Unis et en France ont été réunies en publications (v. ci-dessous). On mentionnera en particulier History of Japanese Religion, qui reprend les conférences données à Harvard entre 1913 et 1919 et qui est devenu un ouvrage de référence sur le bouddhisme.
On lui doit également une importante recherche sur l’histoire de Kirishitan, la forme japonaise du catholicisme romain, durant la période de son bannissement du Japon,.

### Ouvrages (sélection)
Les livres les plus importants de Masaharu Anesaki sont précédés d'un astérisque (*).
- (en) Flowers of Italy. A Japanese Intellectuel's Journey to Europe, Yunomae Machi, Kurodahan Press, 2009 - traduction en anglais de Hanatsumi Nikki, 1909)
- * (ja) Kompon Bukkyō (« Le bouddhisme fondamental [ou original]»), 1910
- Buddhist art in its relationship to Buddhist ideals, with special reference to Buddhism in Japan; four lectures given at the Museum [of Fine Arts, Boston], Boston, Hougthon Mifflin Company, 1923 [1915], 296 p. [lire en ligne (page consultée le 17 janvier 2021)]
- (en) Nichiren: The Buddhist Prophet, Cambridge, Harvard University Press, 1916, 182 p. [lire en ligne (page consultée le 17 janvier 2021)]. Trad. en franç. par Marielle Saint-Prix, Nichiren: Le moine bouddhiste visionnaire, éd. Myoho, 2006, 143 p.  (ISBN 978-2-916-67100-0)
- (fr) Quelques pages d'histoire religieuse du Japon. Conférences faites au Collège de France, Paris, Edmond Bernard, 1921, 186 p. [lire en ligne (page consultée le 17 janvier 2021)]
- * (en) History of Japanese Religion. With special Reference to the social and moral Life of the Nation, 1930, rééd. Tokyo, Charles E. Tuttle Company, 1964
- (en) Life and Nature in Japan, 1933, rééd. Tokyo, Charles E. Tuttle Company, 1983, 232 p. [lire en ligne (page consultée le 17 janvier 2021)]. Rééd. en français L'art, la vie et la nature au Japon, Paris, Institut international de coopération intellectuelle, 1938
- (en) Religious Life of the Japanese People. Its present Status and Historical Background, Tokyo, 1938, 109 p.
- (ja) Waga Shogai (« Souvenirs de ma vie »), 1951, 170 p.

#### Sur le christianisme au Japon[9]
- *(en)The Extermination of Krishitans and their Survivals, Tokyo, 1925
- *(en)The End of the Persecutions of the Krishitans , Tokyo, 1926
- * (en) A Concordance to the History of Kirishitan Missions (Catholic Missions in Japan in the Sixteenth and Seventeenth Centuries), Tokyo, Office of the Academy, 1930, 225 p.